# Libertad de información
La libertad de información es una extensión de la libertad de expresión, un derecho humano fundamental reconocido por el derecho internacional, el cual actualmente se lo considera en una acepción de carácter general comprendiendo la libertad de expresión en todo tipo de medio, sea este oral, escrito, impreso, por Internet o mediante formas artísticas. Esto significa que la protección de la libertad de expresión es un derecho que no solo comprende el contenido sino también los medios de expresión utilizados. La libertad de información puede también referirse al derecho a la privacidaden el contexto de Internet y la tecnología de la información. Tal como sucede con la libertad de expresión, el derecho a la privacidad es un derecho humano reconocido y la libertad de información funciona como una extensión de dicho derecho.
El presidente estadounidense Thomas Jefferson, principal autor de la Declaración de Independencia de los Estados Unidos de 1776, se expresó así acerca de este derecho:

He jurado ante el altar de Dios hostilidad eterna contra toda forma de tiranía sobre la mente del hombre
Thomas Jefferson

## En Internet
La libertad de información incluye la protección al derecho a la libertad de expresión con respecto a Internet y la tecnología informática (véase también: derechos digitales). La libertad de información puede también hacer referencia a la censura en un contexto de la tecnología de la información, o sea la habilidad para poder acceder a contenidos web, sin censura o restricciones.
La libertad de información en Internet está unida al derecho de privacidad. Respecto a nuestra privacidad, hay tres derechos fundamentales que nos ayudan a protegerla: derechos de imagen, de honor y derecho la intimidad. Estos derechos están respaldados por la ley para proteger por completo la utilización de la imagen de un tercero sin su consentimiento. Estos derechos están protegidos en el Artículo 18 de la Constitución Española. El uso, reproducción o publicación de contenido audiovisual de una tercera persona sin su consentimiento, podría ser denunciado y penado con una infracción.
Otros derechos relacionados son:
- Derecho al olvido: Este derecho pretende proteger la información respecto a los buscadores. Los motores de búsqueda encuentran cualquier dato en cuestión de segundos, y este derecho defiende que una información no aparezca en dichos buscadores alegando que pueda ser obsoleta o no tenga relevancia. La Agencia Española de Protección de Datos define este derecho como “la manifestación de los tradicionales derechos de cancelación y oposición aplicados a los buscadores de Internet. Éste hace referencia al derecho a impedir la difusión de información personal a través de Internet cuando su publicación no cumple los requisitos de adecuación y pertinencia previstos en la normativa (información es obsoleta o ya no tiene relevancia ni interés público)”.
- Derecho a la protección de datos: Este derecho pretende proteger la difusión de datos que contengan información de una persona. Cada persona es dueña de esta información y debe dar su consentimiento para el uso y disponibilidad de ella.
- Propiedad intelectual: La propiedad intelectual incluye los derechos de autor, las patentes y las marcas. Gracias a esta se protegen las creaciones de la mente: invenciones, obras literarias y artísticas, así como símbolos, nombres e imágenes utilizados en el comercio, las cuales pueden dar lugar a reconocimiento o beneficio económico. Así pues, autores o titulares pueden proteger sus contenidos en la red gracias a este derecho.